# (74467) 1999 CG44
1999 سي جي 44 (ويعرف أيضًا باسم (74467) 1999 سي جي 44 وفق تسمية الكوكب الصغير) (بالإنجليزية: 1999 CG44)‏ هو كويكب ضمن حزام الكويكبات؛ وترتيبه 74467 من حيث الاكتشاف.
اكتُشف هذا الجُرم الفلكي بواسطة بحث لنكولن عن الكويكبات القريبة من الأرض في 10 فبراير 1999.

## وصلات خارجية
- (74467) 1999 CG44 في قاعدة بيانات مختبر الدفع النفاث لأجرام النظام الشمسي الصغيرة

- الاكتشاف · مخطط المدار ·  العناصر المدارية · المعلمات المادية

- (74467) 1999 CG44 على موقع ويكي سكاي: DSS2, SDSS, GALEX, IRAS, Hydrogen α, X-Ray, Astrophoto, Sky Map, Articles and images